# Garbagnate Milanese

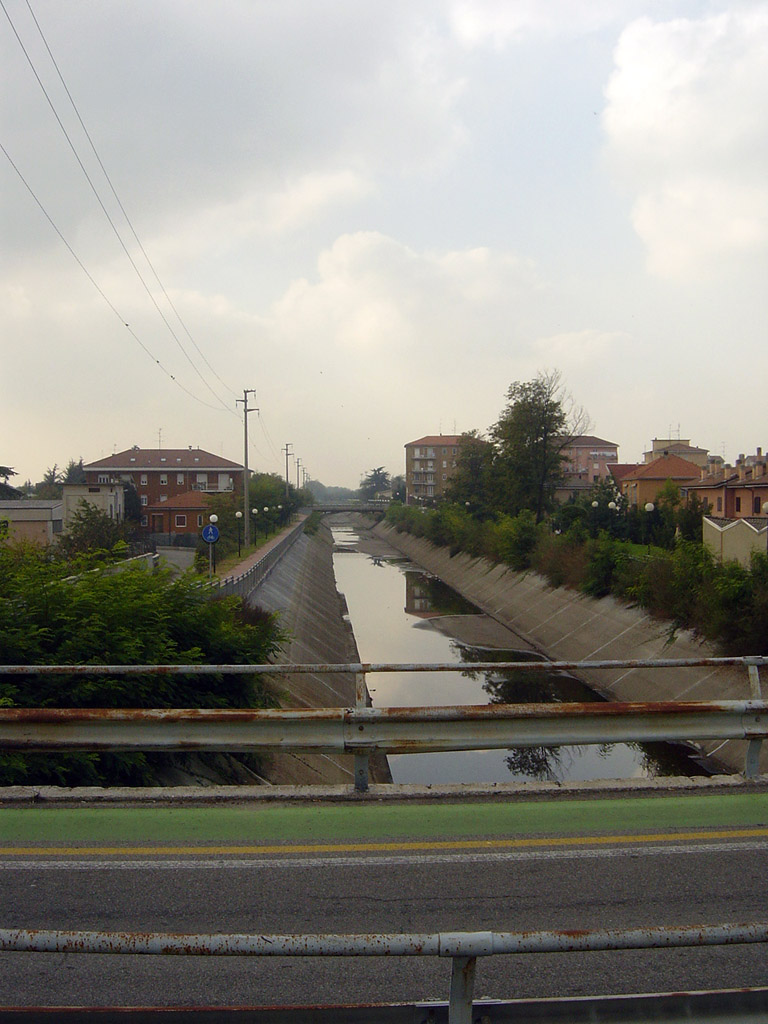
Garbagnate Milanese (2005)

Garbagnate Milanese ist eine italienische Gemeinde mit 26.913 Einwohnern (Stand 31. Dezember 2023) in der Metropolitanstadt Mailand, Region Lombardei.
Die Nachbarorte von Garbagnate Milanese sind Caronno Pertusella (VA), Cesate, Lainate, Senago, Arese, Bollate und Baranzate.

## Bevölkerungsentwicklung
Garbagnate Milanese zählt 10.678 Privathaushalte. Zwischen 1991 und 2001 stieg die Einwohnerzahl von 25.978 auf 27.276. Dies entspricht einem prozentualen Zuwachs von 5,0 %.

## Wirtschaft
Bayer betreibt hier eine Fabrik zur Herstellung von Arzneimitteln.

## Söhne und Töchter der Stadt
- Albino Milani (1910–2001), Motorradrennfahrer
- Alfredo Milani (1924–2017), Motorradrennfahrer
- Davide Fontolan (* 1966), Fußballspieler
- Lara Comi (* 1983), Politikerin, ehemalige Europaabgeordnete
- Paolo Tornaghi (* 1988), Fußballspieler
- Salvatore Molina (* 1992), Fußballspieler
- Tony Arbolino (* 2000), Motorradrennfahrer